# Josh Newton
Josh Newton (Monroe, 14 settembre 2000) è un giocatore di football americano statunitense che milita nel ruolo di cornerback per i Cincinnati Bengals della National Football League (NFL).

## Carriera universitaria
Newton passò il suo primo anno a Louisiana-Monroe nel 2018 come redshirt, potendo cioè allenarsi con la squadra ma non scendere in campo. Negli allenamenti primaverili del 2019 passò dal ruolo di wide receiver a quello di cornerback. Nel 2019 fece registrare 20 tackle e 2 passaggi deviati. Nella settimana 9 della stagione 2020 mise a segno un intercetto su Zac Thomas, il primo della sua carriera, ma I Warhawks persero contro Appalachian State 31–13. Newton chiuse l'annata con 16 placcaggi, 5 passaggi deviati e un intercetto. Nella settimana 7 della stagione 2021 intercettò un passaggio di Malik Willis nella vittoria a sorpresa su Liberty. Nella settimana 12, Newton fece registrare un altro intercetto nella sconfitta contro LSU 27–14. Chiuse la stagione 2021 con 48 tackle, 5 dei quali con perdita di yard, 8 passaggi deviati e 2 intercetti. A fine anno annunciò l'intenzione di cambiare istituto. Alla fine optò per passare a TCU.
Newton iniziò la stagione 2022 con un intercetto nel secondo turno nella vittoria su Tarleton State 59–17.  La settimana successiva ebbe un altro intercetto su Tanner Mordecai nella vittoria su SMU 42–34. Nell'ultima partita della stagione regolare ritornò un intercetto per 57 yard in touchdown nella vittoria su Iowa State 62–14. Chiuse la stagione 2022 con 35 tackle, 12 passaggi deviati e 3 intercetti. Per le sue prestazioni fu inserito nella formazione ideale della Big 12 Conference. Nel 2023 fu inserito nella seconda formazione ideale della conference.

## Carriera professionistica

### Cincinnati Bengals
Newton fu scelto nel corso del quinto giro (149º assoluto) del Draft NFL 2024 dai Cincinnati Bengals. Nella sua prima stagione fece registrare 31 placcaggi, un intercetto e 7 passaggi deviati disputando tutte le 17 partite, di cui 6 come titolare.